# Ramón Valls
Ramón Valls Figuerola (Ibi, c. 1912 - Ceuta, 18 de agosto de 1944) fue un político comunista español, fusilado víctima de la represión durante la dictadura franquista.

## Biografía
Mecánico ajustador en su ciudad natal, al producirse el golpe de Estado de julio de 1936 que dio lugar a la Guerra Civil, se incorporó al Ejército Popular de la República. Al final de la contienda, consiguió llegar al puerto de Alicante, siendo uno de los miles de refugiados que consiguen salir del mismo camino del exilio en el carguero Stanbrook. Desembarcó en Orán (Argelia francesa), pero pronto se trasladó a Casablanca (protectorado francés de Marruecos), en donde se unió al grupo antifranquista, Unión Nacional Antifascista (UNA). Al inicio de 1940, se trasladó a Tánger para activar la UNA. 
Después regresó a España, estableciéndose en Ceuta, donde fue detenido en 1941 junto a los también resistentes antifranquistas alicantinos José Congost Pla y Antonio Reinares Metola. Su esposa, Ángela Barracera, fue sometida a torturas y encarcelada al no revelar el lugar donde se encontraba. La hija de ambos, Odessa Valls, que era una recién nacida, fue bautizada en contra de la voluntad de sus padres por miembros de Falange que la vistieron con camisa azul para el acto religioso, cambiándole el nombre de Odessa por el de María. Después de permanecer preso en la fortaleza del Hacho durante tres años, sería finalmente condenado a muerte en consejo de guerra junto a sus compañeros el 9 de marzo de 1944. Fue ejecutado en la fortaleza del Monte Hacho, el 18 de agosto de ese año y enterrado en una fosa común. En 1949, compañeros del fallecido sacaron sus restos y los enterraron en un nicho de la localidad ceutí, junto con Congost y Reinares que también habían sido fusilados. Su familia fue informada poco después de la muerte al señalarle que había fallecido de una «hemorragia interna», pero muchos años más tarde supieron por la prensa que había sido ejecutado. Su hija pudo localizar sus restos en 2011.